# 托爾西克 (扎列希基區)
48°45′49″N 25°40′57″E / 48.76361°N 25.68250°E
托爾西克（烏克蘭語：Торське），是烏克蘭的村落，位於該國西部捷爾諾波爾州，由喬爾特基夫區負責管轄，始建於1440年，面積28.5平方公里，2001年人口843，人口密度每平方公里29.6人。